# Elysium Fossae
Elysium Fossae é uma grande trincheira no quadrângulo de Elysium em Marte localizada a 24.8° latitude norte e 213.7° longitude oeste.  Sua extensão é de 1,175 km e recebeu o nome de uma formação de albedo clássica.

## Camadas

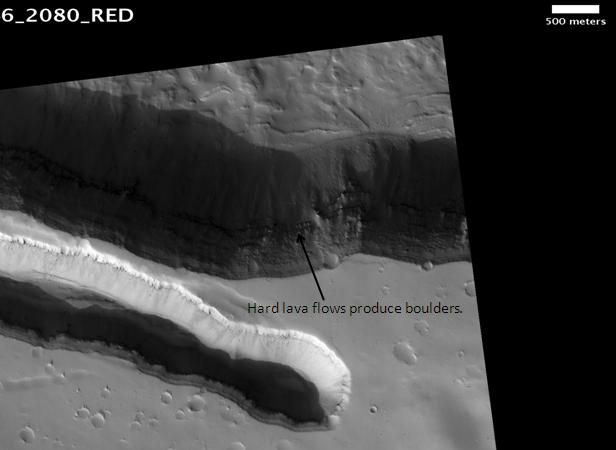
Imagem da formação registrada pela sonda Mars Reconnaissance Orbiter.

Elysium Fossae contém camadas, também chamadas extratos. Muitos locais em Marte exibem rochas dispostas em camadas. Às vezes as camadas possuem diferentes cores. Rochas em tom claro em Marte têm sido associadas a minerais hidratados como sulfatos. O Mars Rover Opportunity examinou tais camadas com vários instrumentos. Algumas camadas são feitas provavelmente de finas partículas pois elas parecem se desintegrar em poeira fina. Outras camadas se quebram em penedos sendo provavelmente muito mais rígidas. Especula-se que o basalto, uma rocha vulcânica, penetre nas camadas que formam os penedos.  O basalto tem sido identificado em vários locais em Marte. Instrumentos em sondas espaciais orbitantes detectaram argila (também chamados filossilicatos) em algumas camadas. Cientistas estão ansiosos com a descoberta de minerais hidratados como sulfatos e minerais argilosos em Marte porque estes geralmente se formam na presença de água.  Lugares em que se encontra argila e/ou outros minerais hidratados seriam bons lugares para a procura de evidência de vida.
A rocha pode formar camadas em várias maneiras diferentes. Vulcões, vento e água podem produzir camadas.